# Zeche Zollverein

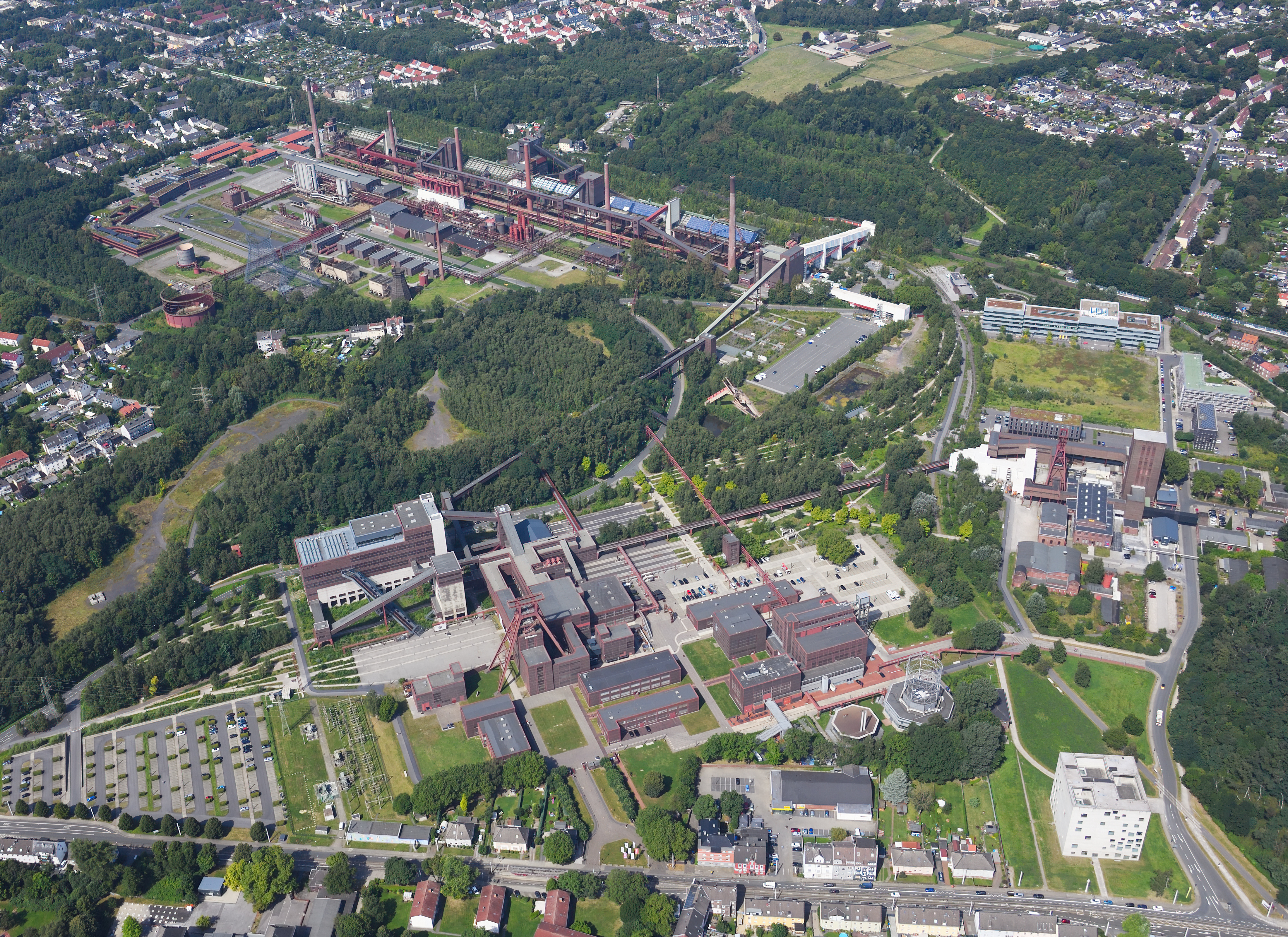
Luftbild des Industriekomplexes Zeche Zollverein mit der Kokerei Zollverein oben im Bild

Die Zeche Zollverein war ein von 1851 bis 1986 betriebenes Steinkohlebergwerk in Essen. Benannt wurde sie nach dem 1834 gegründeten Deutschen Zollverein. Nach der Inbetriebnahme des Zentralförderschachtes 12 wies die Zeche zeitweise in der Mitte des 20. Jahrhunderts die höchsten Förderquoten unter den deutschen Steinkohlenbergwerken auf. Sie ist heute ein Architektur- und Industriedenkmal. Gemeinsam mit der unmittelbar benachbarten Kokerei Zollverein gehören die Schachtanlagen 12 und 1/2/8 der Zeche seit 2001 zum Welterbe der UNESCO. Zollverein ist Ankerpunkt der Europäischen Route der Industriekultur und Standort verschiedener Kultureinrichtungen sowie der Folkwang Universität der Künste.

## Lage
Das Hauptgelände der Zeche Zollverein mit den Anlagen Schacht XII und Schacht 1/2/8 liegt im nordöstlichen Essener Stadtteil Stoppenberg, unmittelbar angrenzend an die Stadtteile Katernberg und Schonnebeck. Es befindet sich zwischen den Straßen Gelsenkirchener Straße, Fritz-Schupp-Allee, Arendahls Wiese und Haldenstraße. Der Haupteingang mit dem bekannten Blick von vorne auf das Doppelbock-Fördergerüst liegt an der Gelsenkirchener Straße. Benachbart zwischen Arendahls Wiese, Köln-Mindener Straße und Großwesterkamp liegt die Kokerei Zollverein. Die drei Anlagen gehören seit 2001 zum Gesamtensemble des Welterbes.
Die Anlage Schacht 3/7/10 liegt in rund einem Kilometer Entfernung östlich davon an der Straße Am Handwerkerpark im Stadtteil Katernberg.
Die Anlage Schacht 4/5/11 befindet sich etwa zwei Kilometer nördlich vom Hauptgelände an der Katernberger Straße im Stadtteil Katernberg. Heute nutzt das Gründungs- und Unternehmenszentrum Triple Z die ehemaligen Zechengebäude.
Die Anlage Schacht 6/9 befand sich rund einen Kilometer südlich vom Hauptgelände zwischen den Straßen Gelsenkirchener Straße, Im Natt und Hallostraße. Sämtliche Gebäude und Anlagen wurden mit der Aufgabe des Südfeldes 1979 abgerissen; heute ist die Fläche von Wald und Neubausiedlungen bedeckt.
Die Halden der Zeche Zollverein befinden sich in den umliegenden Essener Stadtteilen Stoppenberg und Altenessen (Schurenbachhalde) sowie in Gelsenkirchen-Feldmark.

## Geschichte

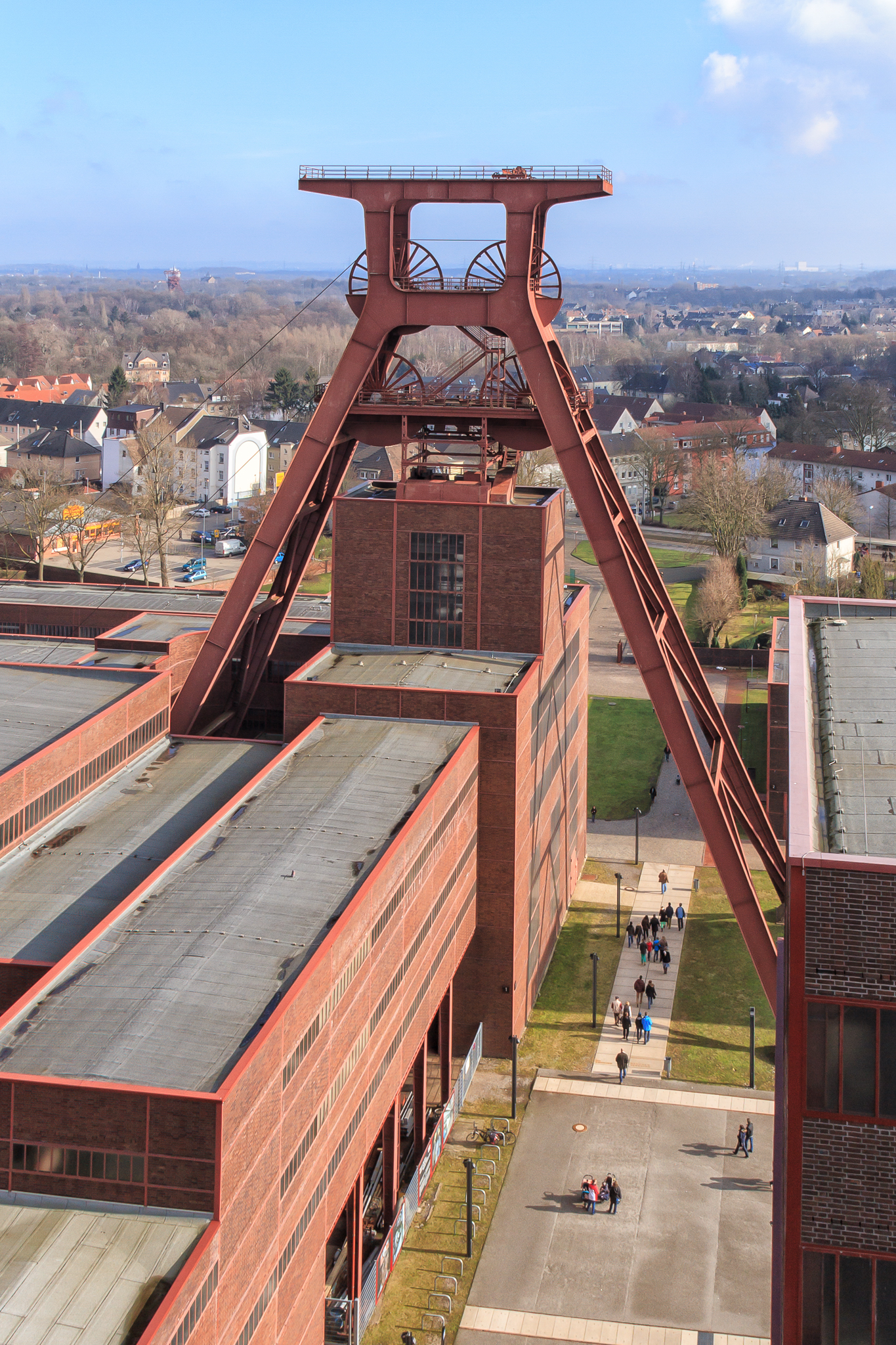
Rückansicht des zentralen Schachts XII

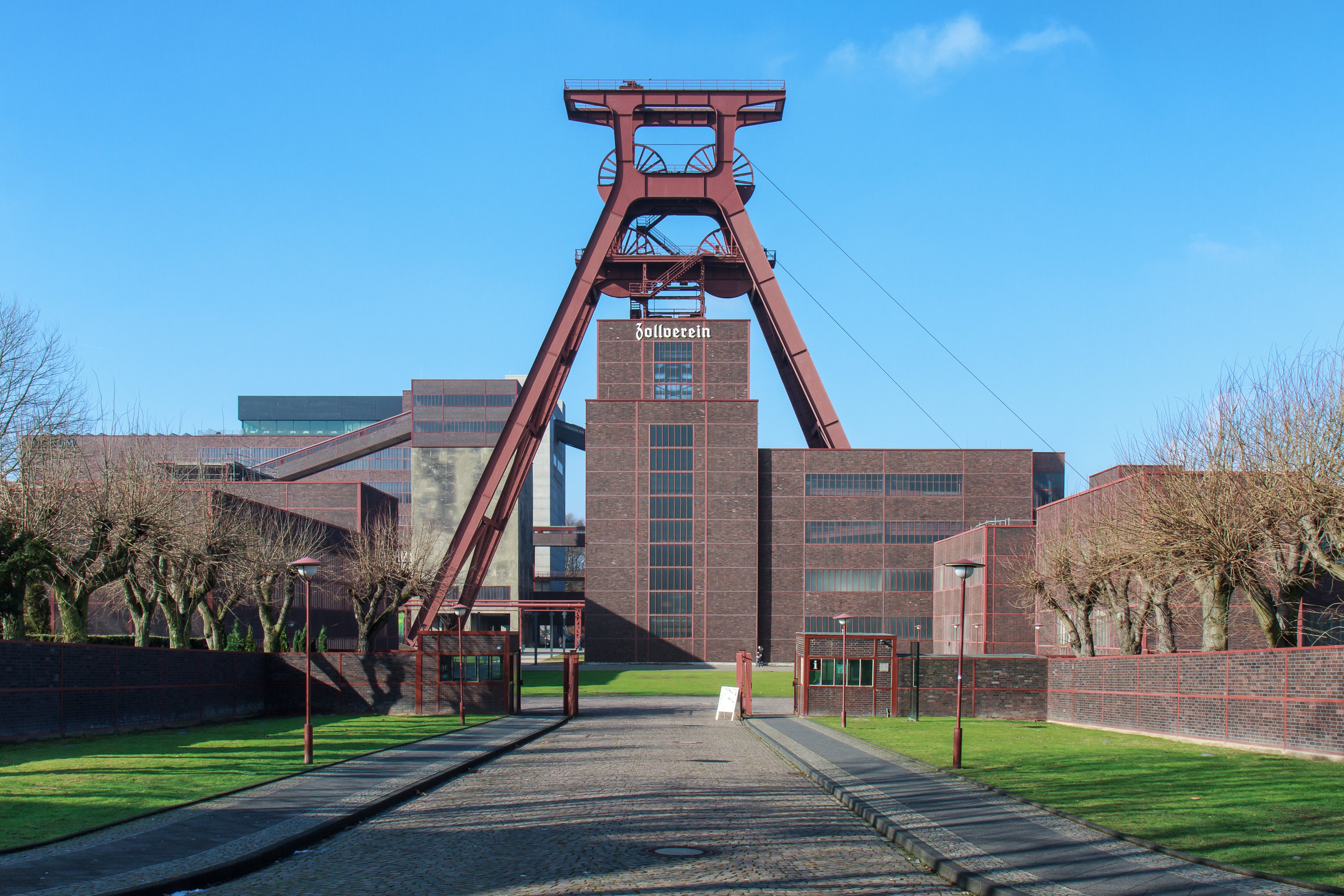
Tor der Zeche Zollverein, 2013

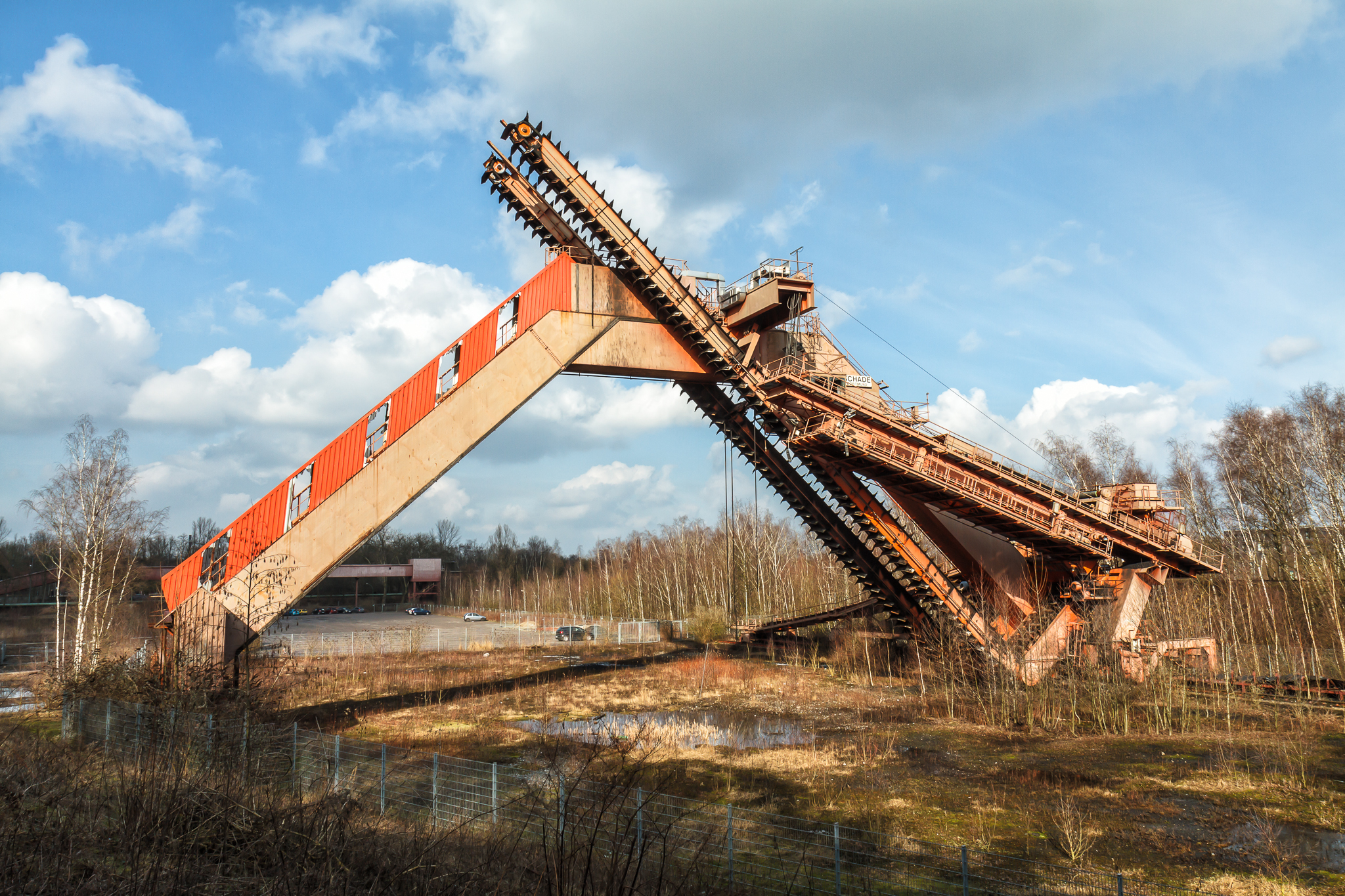
Kettenförderer der Gustav Schade Maschinenfabrik

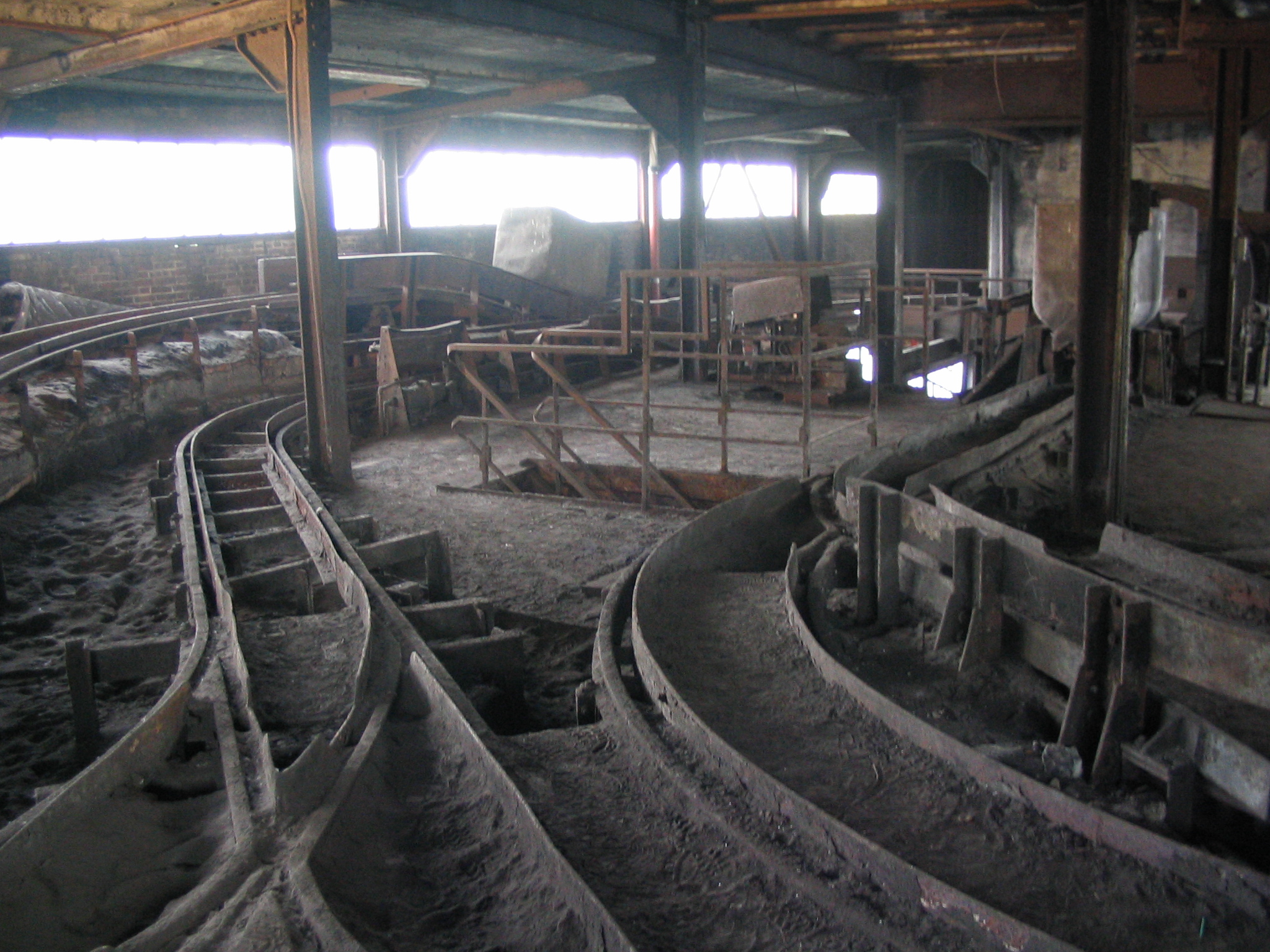
Im Inneren von Zeche Zollverein

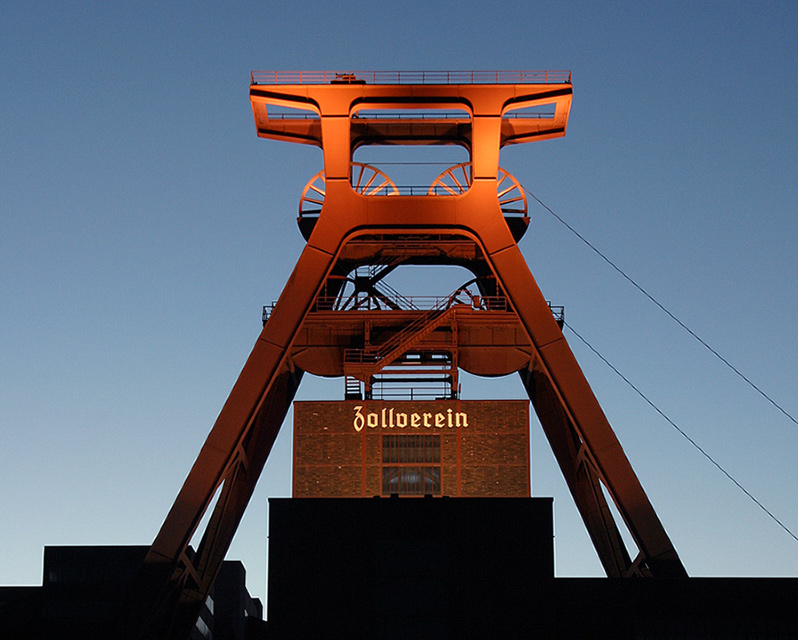
Schacht XII mit der Beleuchtung von 2004

### 1834–1890: Frühe Phase
Die Gründung der Zeche ging von dem Industriellen Franz Haniel aus, der zur Produktion des Brennstoffs Koks, den er für die Stahlerzeugung benötigte, auf der Suche nach geeigneten Kokskohlevorkommen war. Im Jahr 1834 gelang es ihm in Essen-Schönebeck zum ersten Mal, die Mergelschicht zu durchstoßen. Auf diese Weise wurden dort die Weichen für die Zeche Zollverein gestellt. Bei Mutungsbohrungen im Raum Katernberg wurde unter anderem ein besonders ergiebiges Kohleflöz angebohrt, welches nach dem 1833 gegründeten Deutschen Zollverein benannt wurde. 1847 gründete Franz Haniel die bergrechtliche Gewerkschaft Zeche Zollverein und verteilte die Anteile, die sogenannten Kuxe, innerhalb seiner Familie. Haniel, der Miteigentümer der Hüttengewerkschaft Jacobi, Haniel & Huyssen (der späteren Gutehoffnungshütte) war, plante, die Zeche Zollverein den Sterkrader Werken anzugliedern. Zollverein wäre hierdurch die erste Hüttenzeche des Ruhrreviers geworden. Sein Vorhaben scheiterte am Veto der übrigen Teilhaber der Hüttengewerkschaft Jacobi, Haniel & Huyssen.
Bei der Wahl des Standortes spielte außerdem die Köln-Mindener Eisenbahn eine wichtige Rolle, deren Strecke ebenfalls 1847 eröffnet wurde. Die Trasse verläuft unmittelbar nördlich des Zechengeländes, wodurch eine gute Anbindung an das damals neuartige Transportmittel Eisenbahn gewährleistet wurde.
Das Grundstück für den Bau der ersten Zollverein-Schachtanlage wurde durch den ebenfalls an der Gewerkschaft beteiligten Grundbesitzer Schwartmann, gen. Bullmann, bereitgestellt. Daher wurde das Gelände der Gründungsschachtanlage bald die Bullmannaue genannt. Der heutige Straßenname der Zufahrt zur Schachtanlage 1/2/8 rührt daher.
Die Abteufarbeiten für Schacht 1 der Zeche Zollverein begannen am 18. Februar 1847 unter dem Betriebsführer Joseph Oertgen, nach dem später eine Straße in der Kolonie Ottekampshof im Stadtteil Katernberg benannt wurde. In 130 Metern Tiefe sollte das Steinkohlengebirge angefahren werden. Die Kohleförderung begann jedoch aufgrund von Wassereinbrüchen erst im Jahr 1851. Um die Wasserzuflüsse zu regulieren, wurde 1850 neben Schacht 1 ein weiterer Schacht, Schacht 2, abgeteuft, der 1852 in Betrieb genommen wurde.
Erstmals wurden zwei äußerlich gleiche Malakow-Türme über den Schächten als Förderanlage errichtet; dieses Beispiel eines Zwillingsbaus mit gemeinsamem Maschinenhaus zwischen den Schächten wurde später auf anderen Zechen beim Bau einer Doppelschachtanlage wiederholt.
Ab 1857 wurden neben der Schachtanlage 1/2 einige Meileröfen als Vorstufe einer Kokerei betrieben. Ab 1866 wurden sie durch eine moderne Kokerei mit Maschinenöfen ersetzt.
1880 wurde mit dem Abteufen einer zweiten separaten Förderanlage in Katernberg begonnen. Der Schacht 3 ging 1882 in Betrieb. Die Tagesanlagen wurden durch den Architekten Dreyer umfangreich ausgebaut. Der Schacht erhielt ein deutsches Strebengerüst der Bauart Promnitz als Förderanlage. Bereits 1890 wurde eine Million Tonnen verwertbare Steinkohle zu Tage gebracht. Damit war die Zeche Zollverein das Bergwerk mit der höchsten Jahresförderung in Deutschland.

### 1890–1918: Ausbau
Bedingt durch die sich im Montanbereich ergebende günstige Konjunktur wurde in den Folgejahren ein weitergehender, sehr umfangreicher Ausbau des Grubengebäudes, d. h. der unterirdischen Infrastruktur, vorgenommen. Im nördlichen Teil Katernbergs an der Grenze nach Gelsenkirchen-Heßler entstand zwischen 1891 und 1896 die Doppelschachtanlage Zollverein 4/5 mit einem Förder- und Seilfahrtschacht sowie einem rein für die Bewetterung konzipierten Schacht. Auf dieser Schachtanlage wurde gleichzeitig eine neuartige Kokerei in Betrieb genommen.
1895 wurde ein weiterer Förderschacht (Schacht 6) auf dem Gebiet des heutigen Stadtteils Stoppenberg geteuft. Dieser ging 1897 in Betrieb und wurde erstmals mit einem Doppelstrebengerüst ausgestattet, da er für die parallele Führung von Förderung und Seilfahrt konzipiert war.
Die Grubengebäude von Zollverein waren bezüglich der Wetterführung (d. h. der Luftzirkulation unter Tage) nach wie vor problematisch. Nach mehreren Schlagwetter-Unglücken wurden die Schachtanlagen nach und nach mit kleinen Wetterschächten ausgestattet. So entstanden:
- 1897 bis 1899 neben Schacht 3 der Schacht 7. Er erhielt eine kleine Förderanlage.
- 1897 bis 1900 neben Schacht 1/2 der Schacht 8. Er erhielt zunächst keine Fördereinrichtung.
- 1903 bis 1905 neben Schacht 6 der Schacht 9. Er erhielt zunächst keine Fördereinrichtung.

Anschließend wurde die Schachtanlage 1/2/8 erneuert, Schacht 1 erhielt anstelle des Malakowturmes ein deutsches Strebengerüst. Weiterhin wurden die Aufbereitung, die sogenannte Kohlenwäsche, und die Kokerei grunderneuert.
- 1909 wurde auf der Schachtanlage 3/7 ein neuer Förderschacht niedergebracht. Nach Fertigstellung von Schacht 10 im Jahr 1914 wurden auf dieser Schachtanlage die Aufbereitungsanlagen erweitert und eine neue Kokerei in Betrieb genommen.
- 1914 wurde Schacht 9 der Anlage 6/9 durch Errichtung einer Förderanlage zum Seilfahrtsschacht, d. h., er wurde für den Transport von Personen und Material ausgebaut.

Die verwertbare Förderung stieg während des Ersten Weltkriegs auf 2,5 Millionen Tonnen Steinkohle.

### 1918–1932: Krise und Modernisierung
Ab 1920 kooperierte die Gewerkschaft Zollverein, die sich bis dahin im Familienbesitz der Industriellenfamilie Haniel befand, verstärkt mit der Phönix AG für Bergbau und Hüttenbetrieb. Die Geschäftsführung der Zeche wurde komplett in die Hände der Phönix AG gelegt und eine Interessengemeinschaft gegründet.
Unter deren Regie fanden Erneuerungs- und Reparaturmaßnahmen statt; Schacht 2 erhielt ein Fördergerüst und es wurde die Erneuerung der Schachtanlage 4/5 beschlossen. Die Abteufarbeiten zu Schacht 11 begannen 1922. 1926 waren die Arbeiten abgeschlossen. Über Tage wurden Schacht 4 und 11 mit gleichartigen Fördergerüsten ausgestattet und die Tagesanlagen 4/5/11 entsprechend erneuert. Die Kokerei auf der Schachtanlage 4/5/11 wurde im Gegenzug außer Betrieb genommen.
Bei Übernahme der Phönix AG durch die Vereinigte Stahlwerke AG 1926 wurde die Zeche Zollverein der Gelsenkirchener Bergwerks-AG (GBAG) zugeordnet und gehörte fortan zur Gruppe Gelsenkirchen. Unter deren Regie wurden die Kokereien nach und nach stillgelegt.
1928 begann die GBAG den Neubau einer kompletten, als Zentralförderanlage konzipierten Schachtanlage. Mit einer Förderkapazität von 12.000 Tonnen Kohle täglich übernahm Schacht XII die gesamte Kohlenförderung der bisherigen vier Anlagen mit insgesamt elf Schächten. Die Architekten Fritz Schupp und Martin Kremmer gestalteten die Schachtanlage, die als architektonische und technische Meisterleistung galt und richtungweisend für den sachlich-funktionalen Industriebau wurde – so folgt der Aufbau der einflussreichen Schule der Neuen Sachlichkeit. Die Schachtanlage galt als die modernste und „schönste Zeche der Welt“.
Das 1930 errichtete Doppelbockfördergerüst in Vollwandbauweise wurde zum Vorbild für viele später gebaute Zentralförderanlagen. Der Schacht nahm am 1. Februar 1932 die Förderung auf und wurde 1937 nach dem damaligen Generaldirektor der Gelsenkirchener Bergwerks-AG Albert Vögler „Schacht Albert“ (ab 1941 „Schacht Albert Vögler“) benannt.

### 1932–1968: Schacht XII

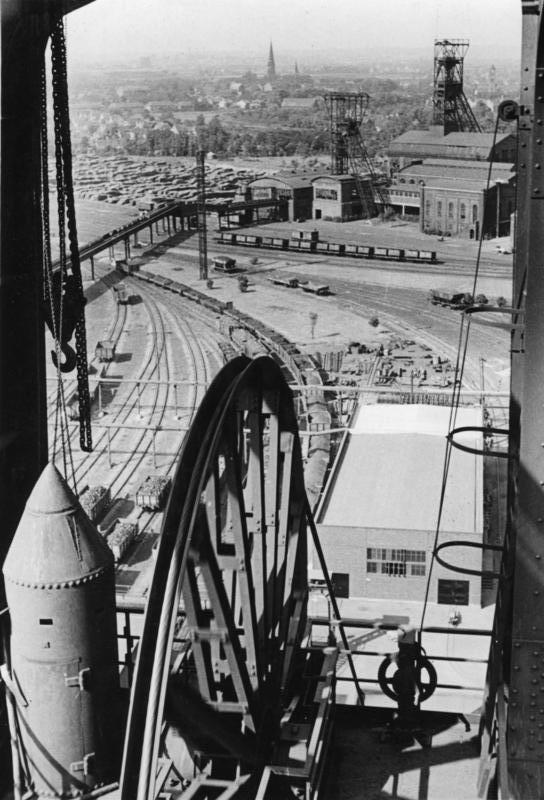
Blick vom Fördergerüst Schacht XII auf die Anlage 1/2/8 im Februar 1949

Die Förderleistung der Zeche Zollverein wurde durch diese Maßnahme immens gesteigert. Sie erreichte im Jahre 1937 3,6 Millionen Tonnen bei 6900 Beschäftigten. Die Kokerei bei Schacht 1/2/8 wurde als kleiner Neubau mit 54 Koksöfen im Vorjahr wieder in Betrieb genommen und erzeugte jährlich 200.000 Tonnen Koks. 1937 wurde das alte Doppelstrebengerüst über Schacht 6 durch einen Neubau eines zweigeschossigen Strebengerüstes mit nur einer Förderung ersetzt.
Den Zweiten Weltkrieg überstand die Zeche Zollverein mit relativ geringen Beschädigungen. Im Jahr 1953 wurde bereits wieder eine Jahresförderung von 2,4 Millionen Tonnen erreicht, wodurch Zollverein wiederum den Spitzenplatz unter den westdeutschen Steinkohlebergwerken einnahm.
Nach Übergang in die Rheinelbe Bergbau AG als Nachfolgegesellschaft der alten GBAG wurde eine umfangreiche Erneuerung und Rationalisierung des Betriebes aller Zollverein-Schachtanlagen vorgenommen.
Das Fördergerüst über Schacht 1 wurde 1958 durch einen vollwandigen Neubau ersetzt. Gleichzeitig wurde von 1960 bis 1964 eine komplette Neugestaltung der Schachtanlage 1/2/8 durch den Architekten Fritz Schupp durchgeführt. Schacht 2 erhielt 1964 den zuvor demontierten Förderturm von Schacht 2 der stillgelegten Zeche Friedlicher Nachbar, Bochum-Linden, als neue Förderanlage.
Ab 1961 wurde auf einem westlich gelegenen Gelände eine Zentralkokerei mit 192 Öfen betrieben, die in den 1970er Jahren auf 304 Öfen erweitert wurde. Die Kokerei galt lange als die modernste Kokerei Europas, in der täglich 10.000 Tonnen Kohle zu 8.600 Tonnen Koks veredelt wurden. Aufgrund der Stahlkrise und der damit fallenden Koksnachfrage wurde die Kokerei am 30. Juni 1993 stillgelegt.
Zwischen 1962 und 1964 wurden die vier Außenschachtanlagen zusammengefasst. Schacht 4 wurde 1962 als Förderschacht außer Betrieb gesetzt. Das Fördergerüst wurde an die Zeche Holland in Wattenscheid zum Ausbau eines neuen Zentralförderschachtes abgegeben. Die Förderanlagen Schacht 3 und 7 wurden ebenfalls rückgebaut. 1967 wurde die Förderung auf den Schachtanlagen 4/5/11 und 6/9 eingestellt. Die alleinige Förderung verblieb auf Schacht XII.
1968 wurde die Zeche Zollverein in die Bergbau AG Essen der Ruhrkohle AG überführt.

### 1968–1986: RAG

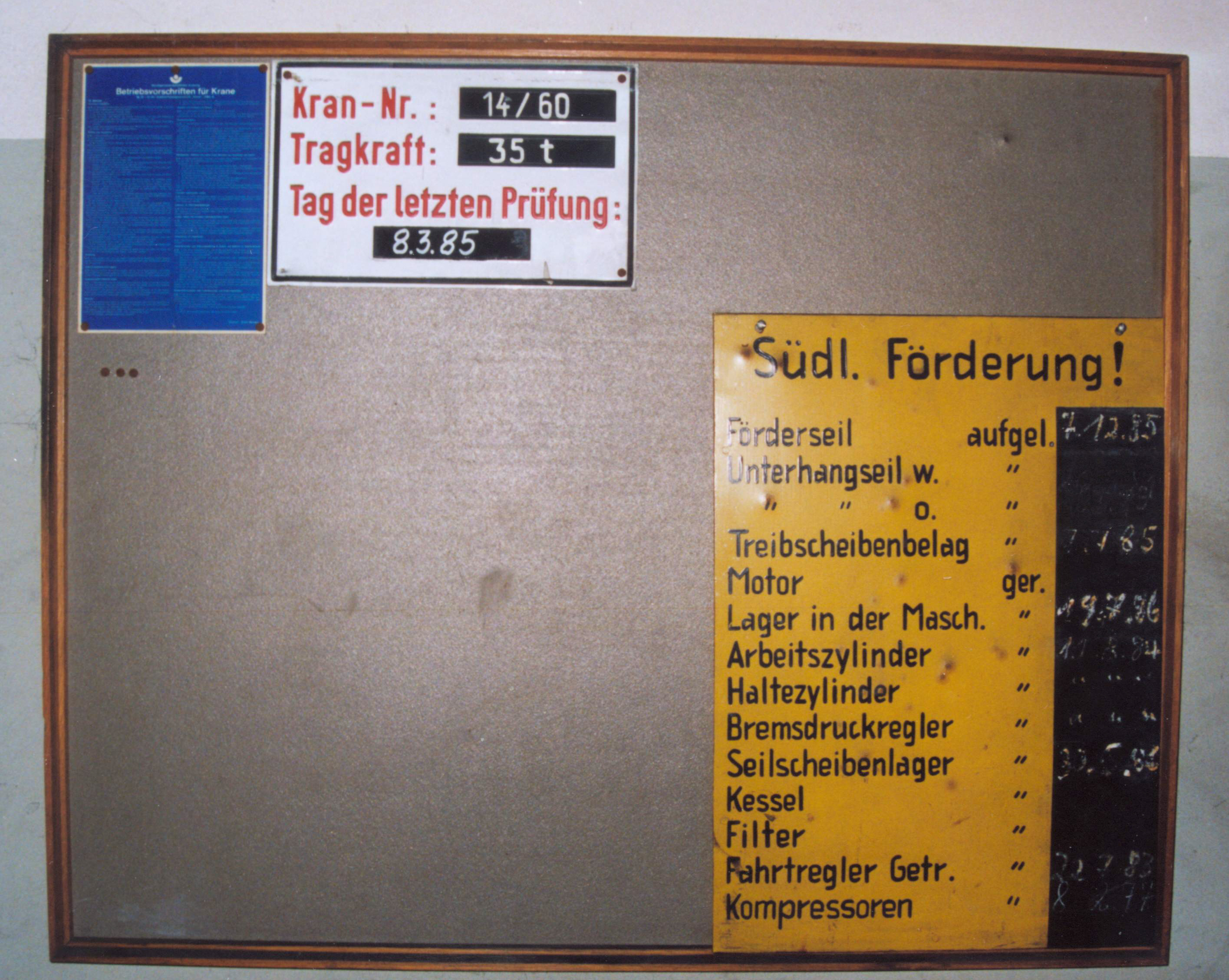
Zeche Zollverein, Tafel mit Wartungs- und Reinigungsdaten (zuletzt 1986), fotografiert 1992

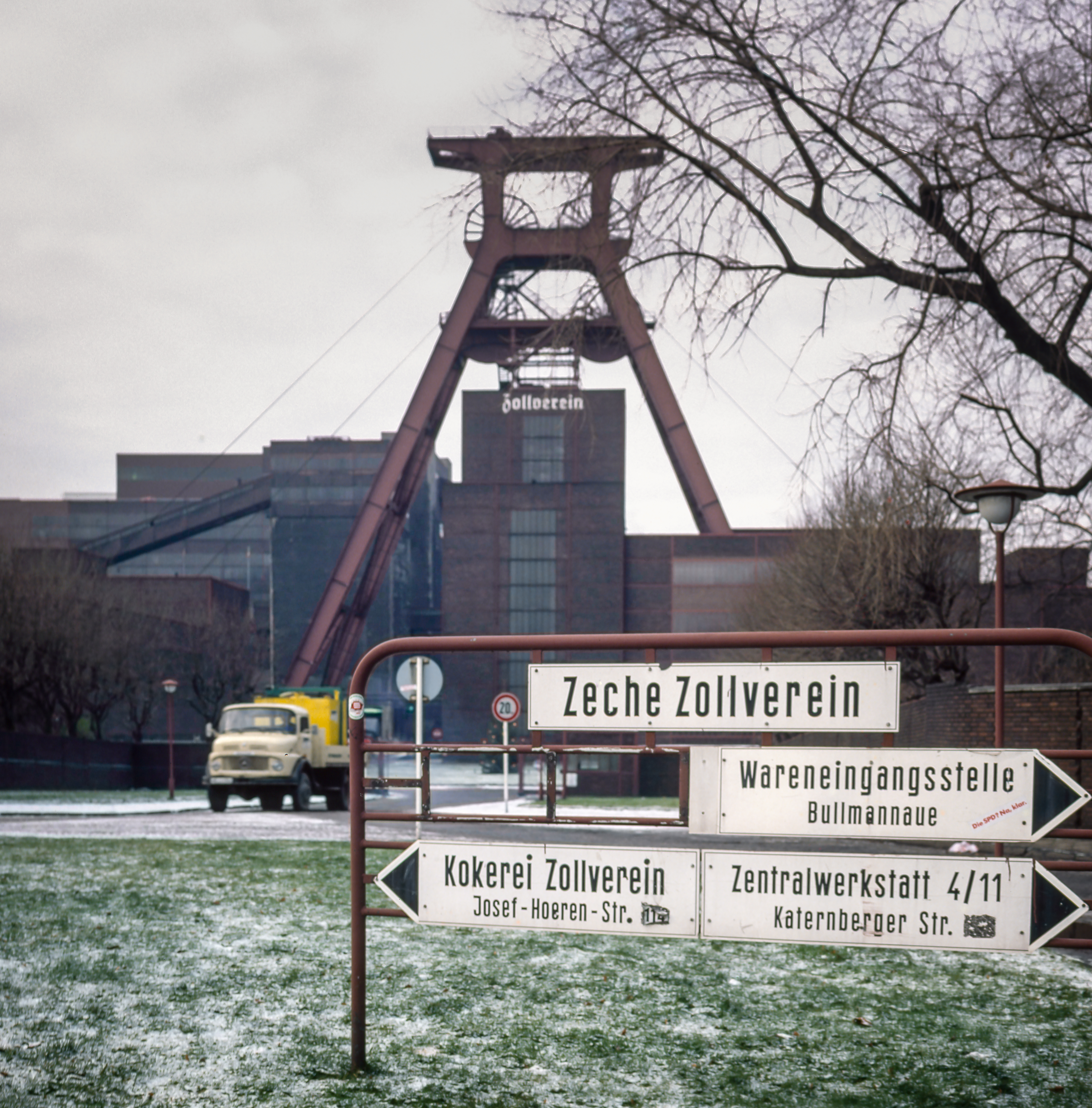
23. Dezember 1986: Letzter Arbeitstag

Nach Übernahme des Bergwerks durch die RAG Aktiengesellschaft wurde die Mechanisierung und Rationalisierung des Förderbetriebes fortgeführt. Die Förderung von Zollverein lag weiterhin bei annähernd drei Millionen Tonnen jährlich. 1974 wurde der Verbund mit der Zeche Holland in Wattenscheid durchgeführt. Schacht Holland 3/4/6 wurde als Förderstandort aufgegeben und zusammen mit einigen Schächten der Zeche Bonifacius in Essen-Kray als Seilfahrts- und Wetterschachtanlage weiterbetrieben.
Ab 1980 wurde mit dem Abbau der letzten Fettkohlevorräte im Flöz Sonnenschein die Verlagerung des Abbaus nach Norden betrieben. Die südlichen und östlichen Schächte wurden nach und nach aufgegeben. Ab 1982 wurde ein Förderverbund mit der benachbarten Zeche Nordstern betrieben. Im Gegenzug erfolgte die Aufgabe des Baufeldes Holland mit dem Jahre 1983.
Die Förderleistung dieses Verbundbergwerks Nordstern-Zollverein erreichte noch einmal 3,2 Millionen Tonnen jährlich. Nach erneuten Absatzeinbrüchen für Ruhrkohle wurde in der Kohlerunde 1983 die Aufgabe des Förderstandortes Zollverein beschlossen.

### Ab 1986: Schließung und Nachnutzung
Am 23. Dezember 1986 wurden alle verbliebenen Förderanlagen von Zollverein stillgelegt. Die Kokerei wurde noch bis 1993 betrieben.
Die Schächte 2 und XII werden heute als Sicherungsstandort für die Wasserhaltung genutzt. Zuvor wurde das Grubenwasser, das hier zu Tage gepumpt wurde in die Emscher geleitet. Es stammte aus stillgelegten Zechen im Essener Norden und Nordosten, in Wattenscheid, Gelsenkirchen, Gladbeck, Bottrop, Herne, Herten, Recklinghausen, Oer-Erkenschwick und Datteln.
Im Frühjahr 2023 begannen die Arbeiten zur kompletten Verfüllung der beiden rund 1000 Meter tiefen Schächte 2 und XII. In den Schacht 2 mit einem Durchmesser von 5,5 Metern wurden 20.000 Kubikmeter Beton eingefüllt und in den Schacht XII mit einem Durchmesser von 7,5 Metern 39.000 Kubikmeter. In letzterem wurden noch drei Rohre verbaut, in Schacht 2 zwei weitere, die im Ernstfall dafür genutzt werden können, weiteres Grubenwasser abzupumpen. Die Zeche Zollverein dient damit weiterhin als Sicherungsstandort, sollte etwas beim Konzept der sogenannten Ewigkeitslasten nicht korrekt funktionieren. Am 1. April 2025 haben die Verantwortlichen von der RAG Aktiengesellschaft, der Vorstandsvorsitzende der Stiftung Zollverein Hans-Peter Noll und Oberbürgermeister Thomas Kufen den Bergbau in Essen symbolisch endgültig beendet.
Im Nachhinein werden die verbliebenen Tagesanlagen von Schacht XII, Schacht 1/2/8, Schacht 4/5/11 und Schacht 3/7/10 für eine neue Nutzung und als Industriedenkmal erhalten.

## Wandel von Industriestruktur zur Industriekultur

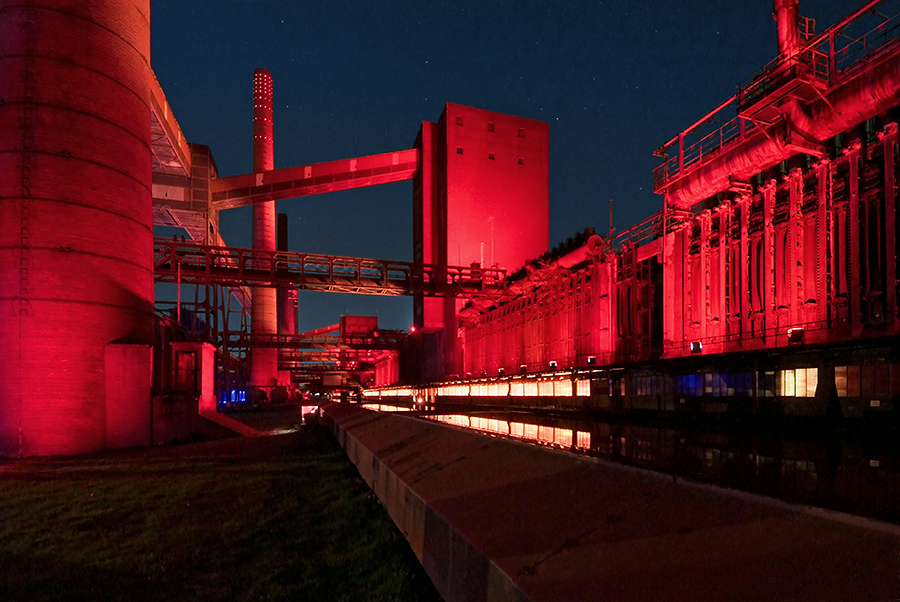
Kokerei Zollverein Essen Oktober 2010

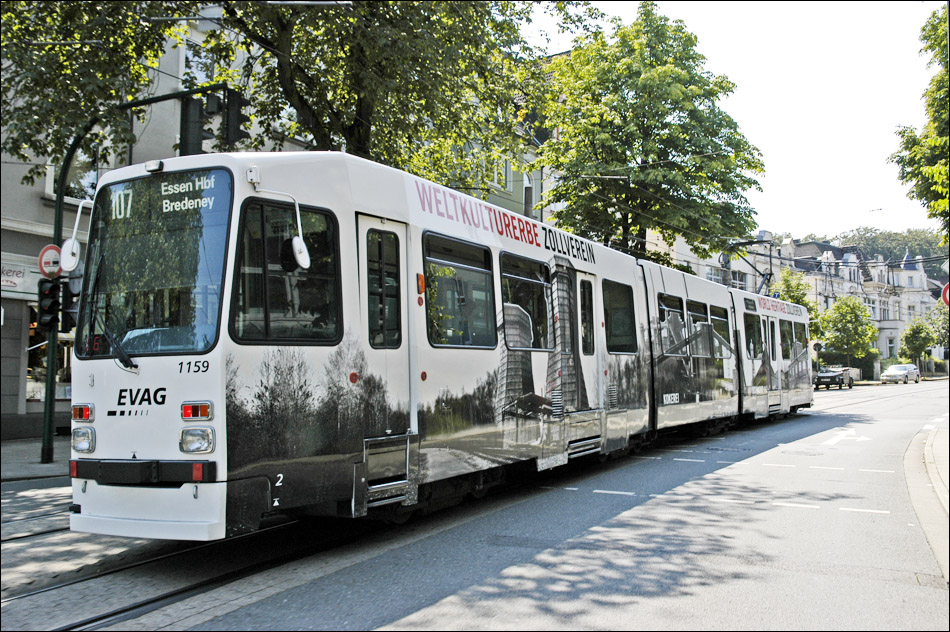
Der ehemals auf der Straßenbahnlinie 107 eingesetzte Wagen 1159 im Zollverein-Design (inzwischen verschrottet).

Nach der Stilllegung 1986 kaufte das Land Nordrhein-Westfalen der Ruhrkohle AG das Gelände von Schacht XII ab, das bereits zur Stilllegung unter Denkmalschutz stand. Zur Unterschutzstellung trug Walter Buschmann maßgeblich bei.
Die Gesamtfläche der Zeche Zollverein ist das flächenmäßig größte Denkmal der Stadt Essen. In den folgenden Jahren wurde das Gelände von Schacht XII saniert. Die Bauhütte Zeche Zollverein Schacht XII GmbH beauftragte dazu 1989 den Architekten Heinrich Böll und beendete im Jahr 1999 ihre Arbeit. Von 1998 bis 2008 waren die dazu gegründete Entwicklungs-Gesellschaft Zollverein mbH (EGZ), die Stiftung Zollverein und die Stiftung Industriedenkmalpflege und Geschichtskultur für den Erhalt und die Nutzung der stillgelegten Anlagen zuständig. Seit 2008 sind diese Aufgaben in der Stiftung Zollverein gebündelt. Am 14. Dezember 2001 wurden die Schachtanlagen XII und 1/2/8 sowie die Kokerei Zollverein in die Liste des UNESCO – Kultur- und Naturerbes der Welt aufgenommen.
Die Ernennung zu einem Teil des deutschen UNESCO-Welterbes 2001 war der Beginn für den weiteren Ausbau des Geländes: Architekt Rem Koolhaas von OMA und Landschaftsarchitekt Henri Bava von Agence Ter entwickelten zwischen 2001 und 2002 den Masterplan für die Umgestaltung des Standortes in einen lebendigen Kultur- und Wirtschaftsstandort.
Im Herbst 2003 schrieb die Entwicklungsgesellschaft Zollverein zusammen mit der damaligen Essener Verkehrs-AG einen regionalen Designwettbewerb aus. Gesucht wurde ein entsprechendes „Zollverein-Design“ für die Straßenbahnlinie 107, die von Gelsenkirchen in den Essener Süden fährt und am Zollverein-Gelände hält. Aus den besten zehn von insgesamt 44 Einsendungen wählten die Leser des Magazins Zollverein 31/8 im Januar 2004 in Übereinstimmung mit der Jury den Entwurf des Büros Freiwild Kommunikation.
Im Sommer 2006 wurde der Umbau der Kohlenwäsche nach Entwürfen der Arbeitsgemeinschaft OMA (Projektarchitekt: Floris Alkemade) und Heinrich Böll nach knapp drei Jahren abgeschlossen. Heinrich Böll sanierte den repräsentativen Teil des Zechenensembles und übernahm die Ausführungsplanung und Bauleitung für das SANAA-Gebäude. Heinrich Böll gilt als einer der einflussreichsten Architekten im Bereich der Sanierung industrieller Anlagen im Ruhrgebiet. Heinrich Böll ist der Neffe des gleichnamigen Schriftstellers. Die umgebaute Kohlenwäsche von Schacht XII beherbergt das Besucherzentrum Ruhr der Route der Industriekultur und das Ruhrmuseum. Die authentisch erhaltenen Anlagen von Zeche und Kokerei sind heute als Denkmalpfad Zollverein erschlossen. Eine neue, gestalterisch an die bestehenden Bandbrücken angelehnte 55 m lange Gangway führt die Besucher auf 24 m Höhe in das Besucherzentrum Ruhr. Auf dem Dach der Kohlenwäsche wurde im Zuge des Umbaus der Erich-Brost-Pavillon errichtet. Hier finden Veranstaltungen jeder Art statt.
Das ehemalige Kesselhaus wurde von Norman Foster und Heinrich Böll für das Red-Dot-Design-Museum umgebaut. Auf dem angrenzenden Gelände von Schacht 1/2/8 ist die ehemalige Waschkaue heute Sitz des choreographischen Zentrums NRW (umgestaltet von Christoph Mäckler Architekten), das ehemalige Maschinenhaus beherbergt den Kunstschacht Zollverein und im ehemaligen Baulager ist seit 1987 die Keramische Werkstatt Margaretenhöhe ansässig. Auf Schacht 3/7/10 befindet sich das Phänomania-Erfahrungsfeld.
Die ehemalige Kokerei beherbergt Ausstellungsräume für Gegenwartskunst. Als Dauerausstellung wird die begehbare Rauminstallation Palace of Projects von Ilya & Emilia Kabakov gezeigt. Vom 26. August bis 3. Dezember 2006 war in der Kohlenwäsche die ENTRY2006–Wie werden wir morgen leben zu sehen. In einer großen Ausstellung wurden 300 Objekte von Designern und Architekten aus 20 Ländern gezeigt.
Im Juni 2006 wurde der Bau des Zollverein-Kubus nach Entwürfen des japanischen Architektenbüros SANAA und der Ausführung von Heinrich Böll abgeschlossen. Obwohl er nicht auf dem ursprünglichen Zechengelände, sondern an dessen Eingang steht, wird er zum Gesamtensemble gezählt.
Es gibt mehrere Restaurants und Cafés.

## Kritik
Die Umnutzung der Gebäude für kulturelle Zwecke brachte erhebliche Eingriffe in den erhaltenen Bestand mit sich: Um benutzbare Flächen und klimatisierbare Räume zu schaffen und den Vorschriften des Brandschutzes zu genügen, wurden Teile der Maschineneinrichtung entfernt und verschrottet, Fassaden verändert und Einbauten vorgenommen. Dies beeinträchtigt die ästhetisch-technische Gesamtkomposition der Architekten Schupp und Kremmer. Während die Öffentlichkeit Zollverein meist als Leuchtturmprojekt der „Industriekultur“ wahrnimmt, beklagen Fachleute die mit dem Umbau verbundenen massiven Eingriffe in den Bestand, wodurch beispielsweise die Kohlenwäsche zum „potemkinschen Dorf der Denkmalpflege“ werde: die industrielle Anmutung verschleiere das Ausmaß der Verluste an Originalsubstanz.

## Ruhrmuseum

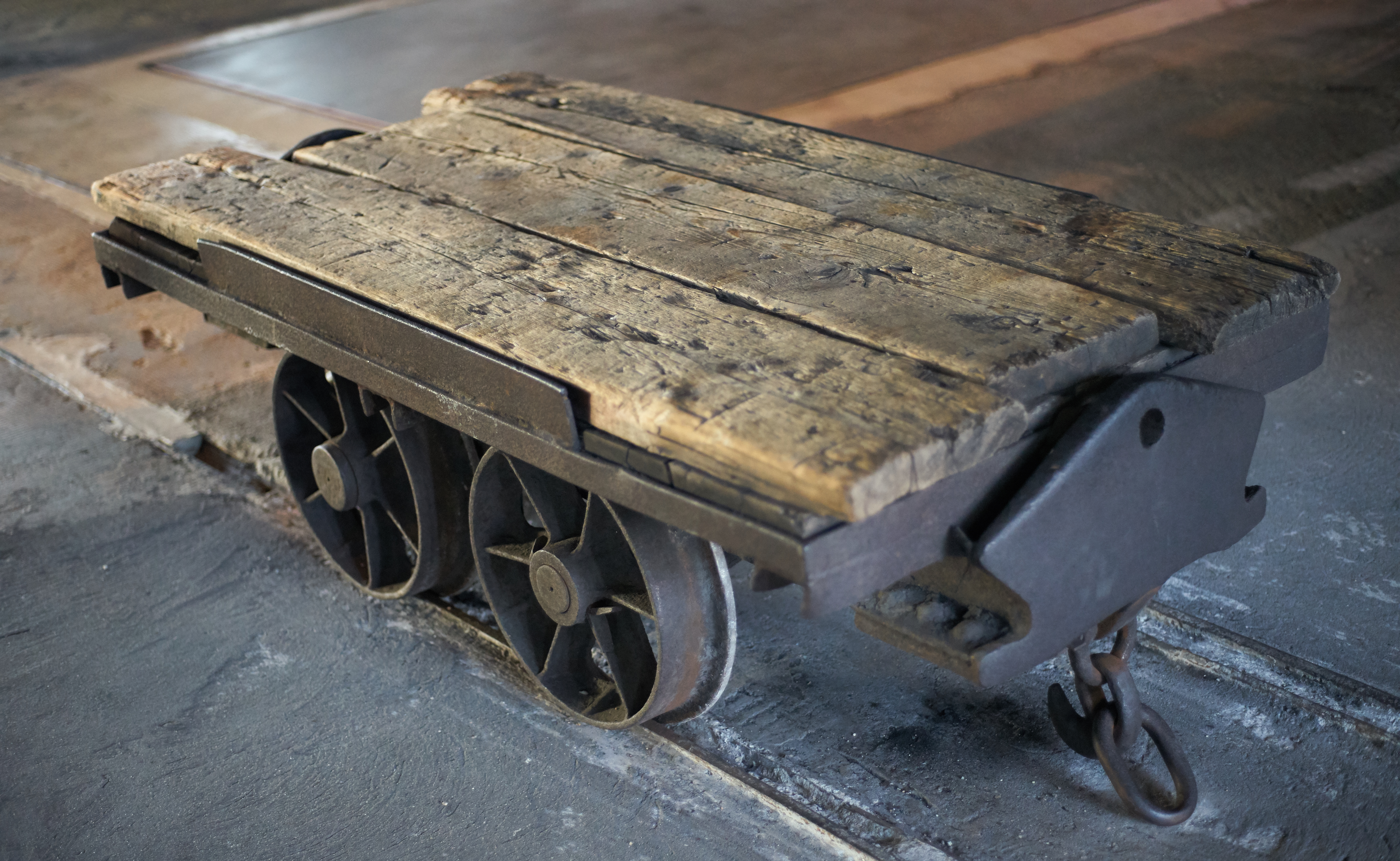
Grubenwagen am Eingang des Ruhrmuseums

Am 9. Januar 2010 eröffnete das als Dauerausstellung konzipierte neue Ruhrmuseum, bislang südlich der Essener Innenstadt als Ruhrlandmuseum ansässig, in der Kohlenwäsche. Die Ausstellungsräume wurden bereits seit August 2006 für verschiedene temporäre Ausstellungen, wie die Entry 2006 – Wie werden wir morgen leben? und Gold vor Schwarz (2008) mit den Schätzen der Essener Domschatzkammer genutzt.

## Folkwang Universität der Künste

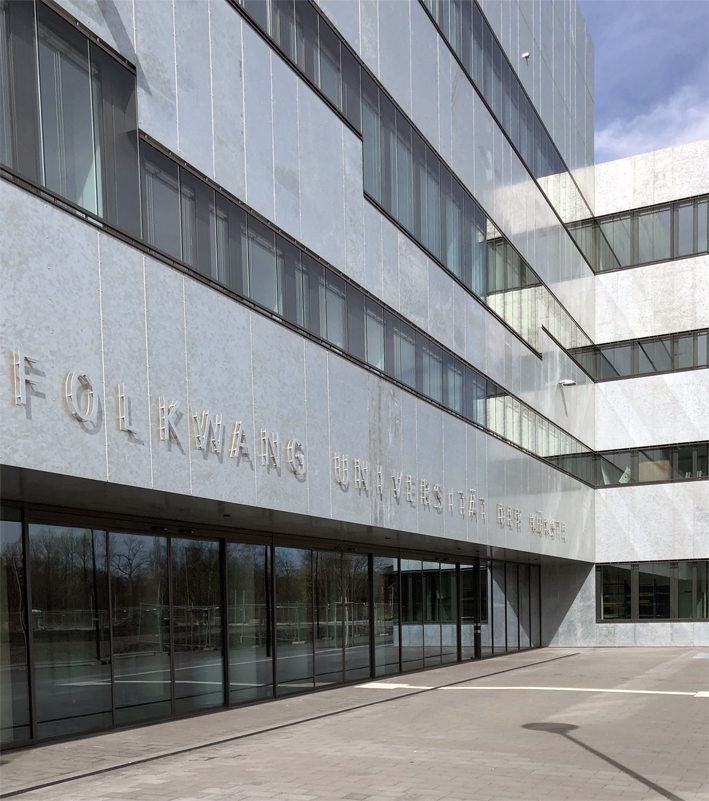
Der Fachbereich Gestaltung der Folkwang Universität der Künste mit seiner feuerverzinkten Fassade wurde mit dem Deutschen Fassadenpreis für VHF 2018 ausgezeichnet.

Neben Standorten in Essen-Werden, Duisburg, Bochum und Dortmund nutzt die Folkwang Universität der Künste seit 2010 als zweiten Essener Campus den Zollverein-Kubus des japanischen Architektenbüros SANAA. Zum Wintersemester 2017/2018 wurde in unmittelbarer Nachbarschaft ein neues Universitätsgebäude (Architekten: MGF-Architekten, Stuttgart) eröffnet, das den Fachbereich Gestaltung beherbergt.

## Zollverein-Park
Um die Zeche und die angrenzende Kokerei für die Bevölkerung und Touristen zugänglich zu machen, wurde Ende 2012 der von der Planergruppe Oberhausen in Zusammenarbeit mit F1rstdesign, LichtKunstLicht AG und Observatorium entworfene Zollverein Park fertiggestellt. Das Konzept basiert auf dem Anspruch, vorhandene Strukturen behutsam in die Neugestaltung mit einfließen zu lassen und die Geschichte des Ortes zu berücksichtigen. So wurden neue Wege, Plätze und Pavillons angelegt sowie Installationen und ein Beleuchtungskonzept entworfen. Die Pflege der Vegetation steht weiterhin im Vordergrund.

## Industrienatur
Neben den Gebäuden von Zeche und Kokerei hat sich eine enorm artenreiche Flora und Fauna entwickelt. Die künstlichen, technogenen Substrate wie Bergematerial und Gleisschotter sind meist nährstoffarm und besitzen je nach Verdichtung eine geringe Wasserspeicherfähigkeit. Solche Standorte sind ideale Lebensräume für wärmeliebende Tier- und Pflanzenarten. Je nach Flächenentwicklung und Gestaltung finden sich auf dem Gelände unterschiedliche Vegetationsstadien von schütterer Vegetation auf Rohböden (offene Bereiche auf der Halde Skulpturenwald), Pioniervegetation und Hochstaudengesellschaften (Gleisbereiche um die Kohlenwäsche) über Gebüschstadien bis zum Vorwald (Industriewald auf den Halden). Eine solche Flora und Fauna, die sich auf ehemaligen Industrie- und Gewerbeflächen entwickelt hat, wird im Ruhrgebiet Industrienatur genannt. Aufgrund des Artenreichtums besitzt sie eine enorme Bedeutung für den Erhalt der urbanen Biodiversität. Diese Industrienatur ist bundesweit einzigartig und gilt entsprechend als Alleinstellungsmerkmal für das Ruhrgebiet. Zollverein zählt neben dem Landschaftspark Duisburg-Nord zu den artenreichsten Industriebrachen im Ruhrgebiet.

## Film und Fernsehen
- Bilder der Zeche Zollverein sind seit September 2006 regelmäßig fester Bestandteil als Szenenübergang bei der in Essen spielenden RTL-Daily-Soap Alles was zählt.
- Im Film Superstau kommt am Anfang des Films Ralf Richter von der Arbeit auf Zeche Zollverein.
- Im Film Das Wunder von Bern ist am Anfang die Zeche Zollverein im Hintergrund zu sehen.
- Im Musikvideo In Town des Deutschen Rappers Favorite ist die Zeche Zollverein deutlich zu erkennen.
- Der Spielfilm Die Frühreifen handelt vom Leben im Ruhrgebiet der 1950er-Jahre und zeigt viele Szenen rund um die Zeche Zollverein.
- Im Schimanski-Tatort Der Pott wird das Opfer vom Förderturm der Zeche Zollverein gestürzt[16]
- Auch im Kölner Tatort Klassentreffen (752) ist die Zeche zu sehen.[17]
- Einige Szenen u. a. eine Verfolgungsjagd der RTL-Serie Die Klempnerin wurden auf dem Zechen- und Kokereigelände gedreht.[18]
- Für die RTL-Live-Show Die Passion wurde 2022 ein Musikvideo an der Kohlenwäsche erstellt.[19]
- Bei der Sendung Joko & Klaas gegen ProSieben mussten Joko & Klaas 45 Minuten auf der Rolltreppe zum Ruhrmuseum bleiben.[20]

## Postwertzeichen
Am 10. Juli 2003 gab die Deutsche Post AG eine Briefmarke mit dem Zollvereinmotiv aus. Heinz Schillinger gestaltete die Sondermarke.
Mit dem Erstausgabetag 5. Januar 2023 gab die Deutsche Post AG in der Serie Sehenswürdigkeiten in Deutschland ein Postwertzeichen im Nennwert von 110 Eurocent mit dem Motiv Zeche Zollverein heraus. Der Entwurf stammt von der Grafikerin Jennifer Dengler aus Bonn.

## Aktuell

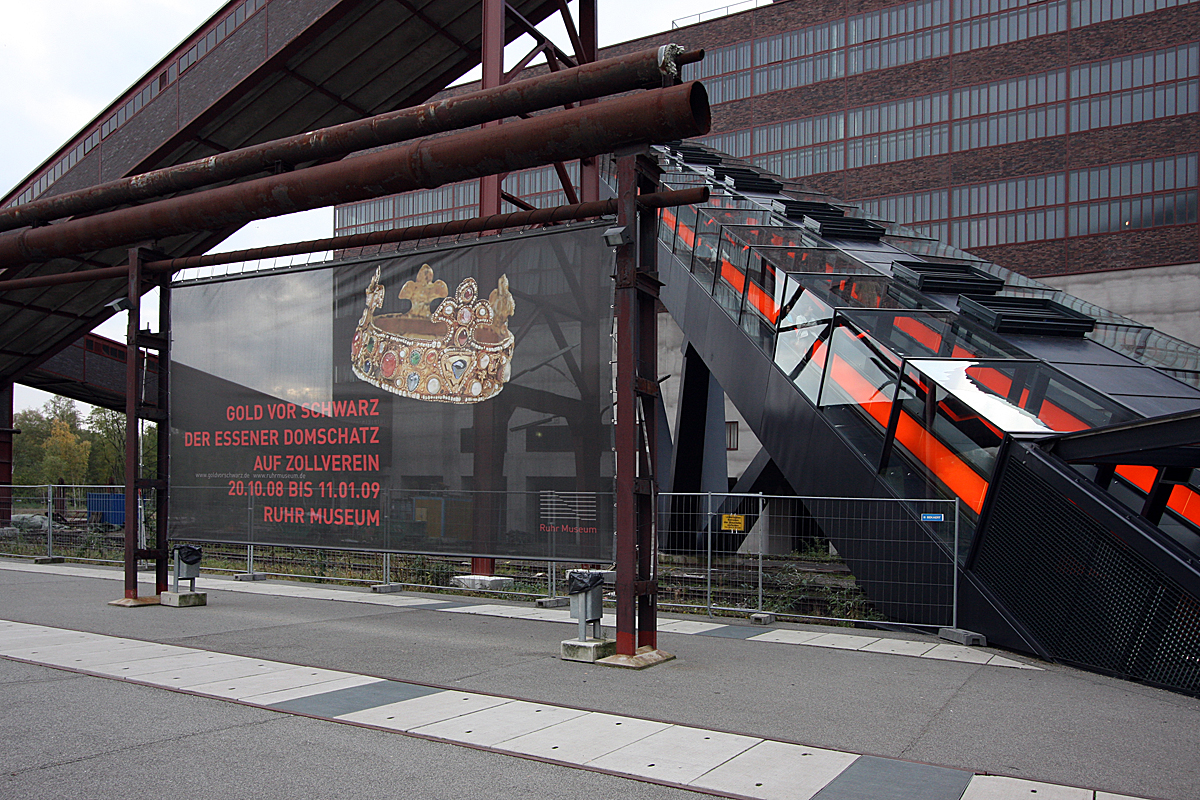
Außenansicht der Kohlewäsche mit Ausstellungsplakat

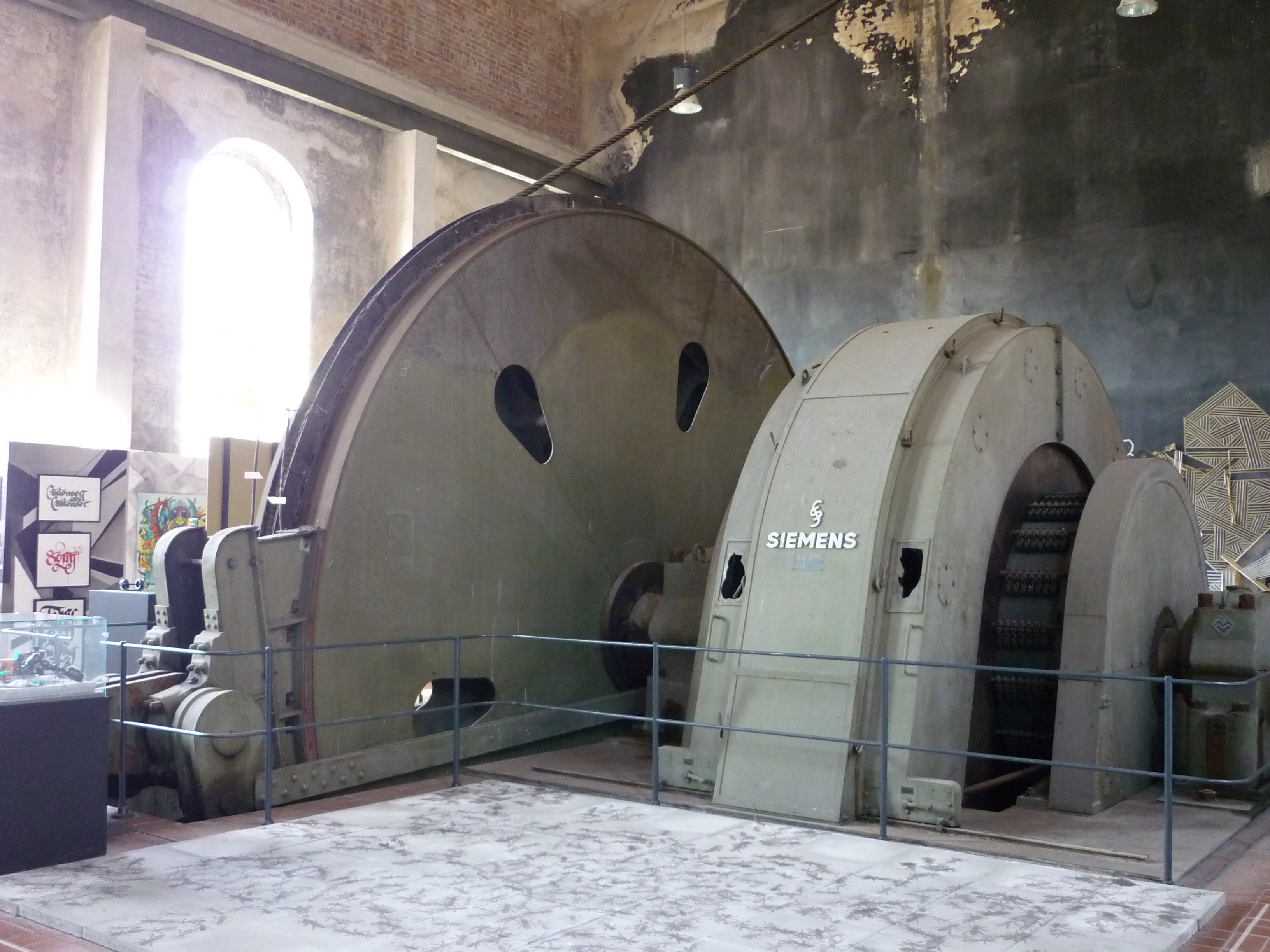
Elektrische Fördermaschine an Schacht 1

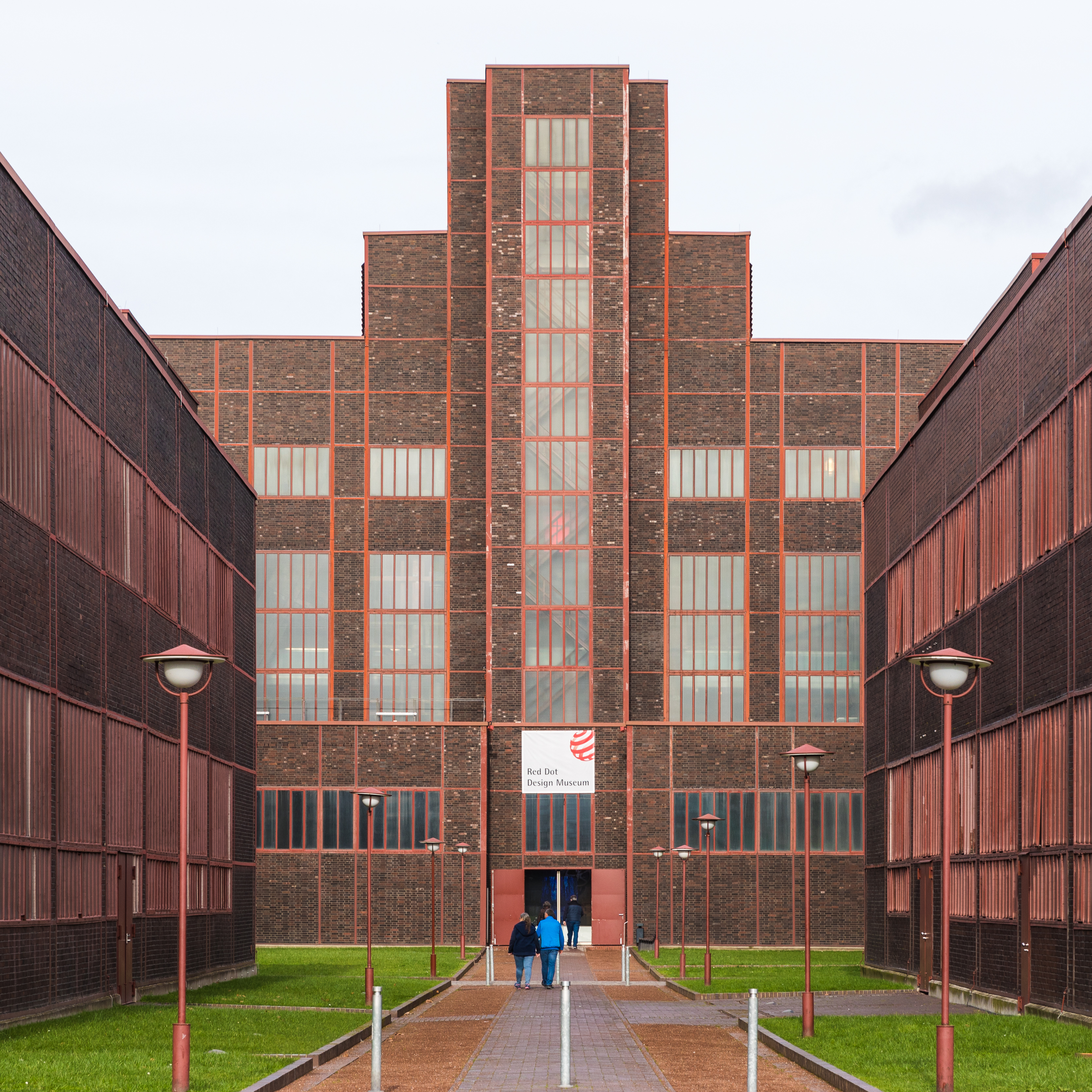
Fassadenstruktur und Architektur

Neben den bereits genannten Umbaumaßnahmen ist Zollverein mittlerweile ein Prestigeobjekt des Ruhrgebiets. Seit der Verleihung des Titels „Weltkulturerbe“ ist Zollverein internationaler Begegnungspunkt sowohl für große Kulturprojekte wie die internationale Weltmusikmesse „WOMEX“ oder die „ExtraSchicht“ – Die Nacht der Industriekultur im Ruhrgebiet als auch für Konzerte im kleineren Rahmen, so ist die WDR Big Band regelmäßiger Gast und auch die Hip-Hop-Formation „Fettes Brot“ im Rahmen der TRIDEM. Alljährlich findet auch das Zechenfest mit Live-Musik statt. Durch die zahlreichen Bauprojekte auf und um Zollverein soll in den nächsten Jahren ein breites kulturelles Angebot für viele Interessenlagen geschaffen werden.
Eine Außenbesichtigung der gesamten Anlage ist ständig möglich. Vom Besucherzentrum werden Führungen im Innenbereich angeboten, die teilweise von ehemaligen Bergleuten geleitet werden.
Im August 2025 war die Zeche Schauplatz des Auftaktzeitfahrens der 39. Deutschland Tour. Es siegte der Norweger Søren Wærenskjold.